# Гаяна на літніх Олімпійських іграх 1980
Гаяну на літніх Олімпійських іграх 1980 року у Москві представляли вісім спортсменів (7 чоловіків та одна жінка) у трьох видах спорту — легкій атлетиці, велоспорті та боксі. Прапороносцем на церемонії відкриття Олімпіади був спринтер Джеймс Гілкс. Гаяна увосьме брала участь у літніх Олімпійських іграх (у 1948—1964 роках як Британська Гвіана). Боксер Майкл Ентоні дійшов до півфіналу в легшій вазі і завоював бронзу — першу і станом на 2024 рік єдину медаль Гаяни на Олімпійських іграх.

## Спортсмени
| Вид спорту     | Чоловіки | Жінки | Загалом |
| -------------- | -------- | ----- | ------- |
| Легка атлетика | 1        | 1     | 2       |
| Бокс           | 4        | 0     | 4       |
| Велоспорт      | 2        | 0     | 2       |
| Загалом        | 7        | 1     | 8       |

## Бокс
| Спортсмен      | Дисципліна | 1/16                         | 1/8                         | Чвертьфінал                  | Півфінал                  | Фінал              | Фінал      |            |
| Спортсмен      | Дисципліна | Суперник Результат           | Суперник Результат          | Суперник Результат           | Суперник Результат        | Суперник Результат | Місце      |            |
| -------------- | ---------- | ---------------------------- | --------------------------- | ---------------------------- | ------------------------- | ------------------ | ---------- | ---------- |
| Майкл Ентоні   | до 54 кг   | Нурені Гбадамосі (NGR) W 5-0 | Фаїз Заглул (SYR) W 3–2     | Даніель Сарагоса (MEX) W RSC | Хуан Ернандес (CUB) L 0–5 | не пройшов         | 3          |            |
| Фіцрой Браун   | до 57 кг   | Абіліо Кабрал (ANG) W 5-0    | Луїс Пісарро (PUR) L 0–5    | не пройшов                   | не пройшов                | не пройшов         | не пройшов |            |
| Баррі Кембридж | до 63,5 кг | Буалем Бел Алуан (ALG) L 0–5 | не пройшов                  | не пройшов                   | не пройшов                | не пройшов         | не пройшов |            |
| Альфред Томас  | до 75 кг   | не брав участі               | Валентин Сілагі (ROU) L 0–5 | не пройшов                   | не пройшов                | не пройшов         | не пройшов | не пройшов |

## Велоспорт
Трекові дисципліни
| Спортсмен     | Дисципліна        |
| ------------- | ----------------- |
| Джеймс Джозеф | спринт (чоловіки) |
| Еррол Маклін  | гіт на 1 км       |

## Легка атлетика
Трекові і шосейні дисципліни
| Спортсмен        | Дисципліна                | Попередній забіг | Попередній забіг | Чвертьфінал | Чвертьфінал | Півфінал   | Півфінал   | Фінал      | Фінал      |
| Спортсмен        | Дисципліна                | Результат        | Місце            | Результат   | Місце       | Результат  | Місце      | Результат  | Місце      |
| ---------------- | ------------------------- | ---------------- | ---------------- | ----------- | ----------- | ---------- | ---------- | ---------- | ---------- |
| Джеймс Гілкс     | 100 м (чоловіки)          | 10.34            | 1                | 10.26       | 1           | 10.44      | 5          | не пройшов | не пройшов |
| Джеймс Гілкс     | 200 м (чоловіки)          | 21.07            | 1                | 20.83       | 2           | 20.87      | 5          | не пройшов | не пройшов |
| Дженніфер Іннісс | біг на 100 метрів (жінки) | 11.79            | 6                | не пройшла  | не пройшла  | не пройшла | не пройшла | не пройшла | не пройшла |

Польові дисципліни
| Спортсмен        | Дисципліна                | Кваліфікація | Кваліфікація | Фінал     | Фінал |
| Спортсмен        | Дисципліна                | Результат    | Місце        | Результат | Місце |
| ---------------- | ------------------------- | ------------ | ------------ | --------- | ----- |
| Дженніфер Іннісс | стрибки у довжину (жінки) | 6.44         | 6            | 6.10      | 13    |